# Nikolaï Trofimov
Pour les articles homonymes, voir Trofimov.
Nikolaï Trofimov (en russe : Николай Николаевич Трофимов), né le 21 janvier 1920 à Sébastopol en Union soviétique et mort le 7 novembre 2005 à Saint-Pétersbourg (Russie), est un acteur soviétique et russe.

## Biographie
Nikolaï Trofimov naît dans une famille d’ouvriers.
Il commence sa carrière sur scène en 1934, en jouant un esclave dans la pièce La Case de l'oncle Tom au Théâtre de la jeunesse de Sébastopol.
En 1941, il est diplômé de l'Institut de théâtre de Leningrad, classe de Boris Zohn.
Pendant la guerre, il sert dans la marine et s'illustre comme soliste de l'Ensemble de chant et de danse de la marine de l'URSS. Il chante dans l'Ensemble de Isaac Dounaïevski. Il survit au siège de Leningrad, au cours duquel son fils trouve la mort.
Depuis 1944 - acteur du Théâtre de la flotte baltique de Tallinn. En 1946, Nikolaï Akimov l'invite au Théâtre de la Comédie de Leningrad. En 1963-1964, il est acteur au Théâtre de Komsomol de Leningrad. En 1964, à l'invitation de Gueorgui Tovstonogov, il est transféré au théâtre Gorki de Leningrad, où il sert jusqu'à la fin de sa vie.
Sur la scène du théâtre Gorki, il joue plus de 40 rôles, dont Chebutykine dans Les Trois Sœurs, Lebedev dans L'Idiot, Perchikhine dans Les Petits Bourgeois (Gorki)L'un de ses rôles théâtraux les plus importants fut celui de Samuel Pickwick dans The Pickwick Papers. Il a joué ce rôle sur scène pour la dernière fois le jour de son 85e anniversaire, le 21 janvier 2005. 
Sa carrière cinématographique commence en 1944, dans le drame de guerre Bataillon des Marines sous la direction de Adolf Minkine. Au cinéma, il joue principalement de petits rôles, mais parmi eux, il y a des rôles mémorables comme celui du capitaine Touchine dans Guerre et Paix de Sergueï Bondartchouk et celui d'un colonel de police dans Le Bras de diamant de Leonid Gaïdaï.  
En 2009, il reçoit le Golden Sofit, la plus haute distinction théâtrale de Saint-Pétersbourg, pour sa longévité créative et sa contribution unique à la culture théâtrale de Saint-Pétersbourg.
Décédé dans la nuit du 7 novembre 2005, à l'âge de 86 ans, à l'hôpital Alexandrovskaya de Saint-Pétersbourg, des suites d'un accident vasculaire cérébral, Nikolaï Trofimov est inhumé à la Passerelle des écrivains du cimetière Volkovo.

## Filmographie partielle
- 1954 : La Dompteuse de tigres (Укротительница тигров) de Nadejda Kocheverova
- 1961 : La Croisière tigrée (Полосатый рейс) de Vladimir Fetine
- 1965 : Guerre et Paix (Война и мир) de Sergueï Bondartchouk
- 1967 : Le Torrent de Fer (Железный поток) d'Iefim Dzigan : Tchirik
- 1968 : Le Bras de diamant (Бриллиантовая рука) de Leonid Gaïdaï
- 1969 : Tchaïkovski réalisé par Igor Talankine : chef dans la police
- 1976 : Histoire d’un acteur de province (Повесть о неизвестном актёре) de Alexandre Zarkhi
- 1977 : À propos du Petit Chaperon rouge (Про Красную Шапочку) de Leonid Netchaïev
- 1977 : La Steppe (Степь) de Sergueï Bondartchouk : Prêtre
- 1998 : Les Rues aux lampadaires cassés (Улицы разбитых фонарей) de Alexandre Kapitsa : Lebedinsky (TV)

## Récompenses et nominations
- Médaille pour la Défense de Léningrad (1944)
- Ordre de l'Étoile rouge (1943)
- Médaille pour la victoire sur l'Allemagne dans la Grande Guerre patriotique de 1941-1945 (1945)
- Ordre de la Guerre patriotique 2e classe (1985)
- Artiste du peuple de l'URSS (1990)
- Ordre du Mérite pour la Patrie 4e classe  (2000)
- Golden Sofit (2000)